# Ophiopeza spinosa
Ophiopeza spinosa är en ormstjärneart som först beskrevs av Ljungman 1867.  Ophiopeza spinosa ingår i släktet Ophiopeza och familjen Ophiodermatidae. Inga underarter finns listade i Catalogue of Life.